# 24 Ore di Le Mans 1996
La 24 Ore di Le Mans 1996 è stata la 64ª maratona automobilistica svoltasi sul Circuit de la Sarthe di Le Mans, in Francia, il 15 e il 16 giugno 1996. Hanno gareggiato assieme cinque classi di automobili da competizione, quattro delle quali hanno avuto il loro vincitore (una di esse, invece, vide il ritiro di tutti e tre i concorrenti). Le vetture, appartenenti alle classi LMP1, LMP2 e WSC, erano sport prototipi di categoria Le Mans Prototype o IMSA WSC appositamente progettati e costruiti per le gare, mentre le classi GT1 e GT2 comprendevano vetture derivate da automobili GT stradali.

## Contesto
Dopo la vittoria nella bagnatissima edizione 1995 della granturismo McLaren F1 alle spese delle più veloci sportprototipo, la Porsche partecipa ufficialmente con una propria squadra con due esemplari della nuova 911 GT1, una GT estrema realizzata associando la monoscocca della 911 stradale con la meccanica da corsa della Porsche 962 e rivestendo il tutto con una specifica carrozzeria in fibra di carbonio. L'intento è quello di vincere la corsa contro la flotta di McLaren F1 e Ferrari F40, normalmente impegnate nel BPR Global GT Series. Nella categoria prototipi le vetture più veloci sono la TWR WSC-95, una vettura ricavata dal telaio Jaguar XJR-14 Gruppo C, riprogettato dalla Tom Walkinshaw Racing privandolo del tetto e con la parte meccanica della Porsche 962, la Ferrari 333 SP e la Riley & Scott MkIII. Le tre vetture provengono dal campionato IMSA WSC, con la barchetta italiana campione in carica, la roadster americana motorizzata Oldsmobile che ha già maturato ad inizio anno una doppietta a Daytona e Sebring e spera in una tripletta, e con la macchina di Stoccarda che già l'anno precedente ha rinunciato a partecipare al campionato USA all'ultimo momento a causa di un improvviso cambio regolamentare che le avrebbe tarpato le ali ed è stata rimessa in pista dopo aver trascorso mesi in un garage negli Stati Uniti.
Oltre alle due Ferrari e all'unica Riley & Scott nella classe WSC, tra i prototipi di classe LMP1 vengono schierate, alle due TWR-Porsche, un paio di Kremer K8 Spyder motorizzate Porsche e un trio di Courage C36 (anch'esse a motore Porsche), mentre tra le più piccole LMP2 con motori sovralimentati da due litri ci sono la WR LM96 a motore Peugeot, la Debora-Ford e la Kudzu-Mazda DLM 007 spinta da un motore Wankel trirotore da 365 CV.

## Qualifiche
Da regolamento, le posizioni dispari delle prime 13 file della griglia vengono assegnate ai prototipi, mentre quelle pari alle GT.

## Gara
La TWR-Porsche WSC-95, pur non essendo la più veloce in pista, ottiene la vittoria mantenendo un ritmo costante senza palesare problemi rilevanti mentre le vetture delle scuderie supportate dai costruttori vanno incontro a guasti meccanici.
È il primo successo alla "24 ore" dopo 15 anni di una vettura ad abitacolo "aperto", che dal 1983 al 1993 non erano state ammesse alla gara, venendo riammesse a partire dal 1994. L'ultimo successo risaliva all'edizione del 1981 con il successo di una Porsche 936.

## Classifica finale
I vincitori di classe sono scritti in grassetto e ombreggiati in giallo. Le vetture che non hanno coperto almeno il 70% della distanza coperta dal vincitore non vengono classificate.
| Posizione | Classe | N° | Squadra                                    | Piloti                                                 | Vettura                             | Pneumatici | Giri |
| Posizione | Classe | N° | Squadra                                    | Piloti                                                 | Motore                              | Pneumatici | Giri |
| --------- | ------ | -- | ------------------------------------------ | ------------------------------------------------------ | ----------------------------------- | ---------- | ---- |
| 1         | LMP1   | 7  | Joest Racing                               | Davy Jones Alexander Wurz Manuel Reuter                | TWR Porsche WSC-95                  | G          | 354  |
| 1         | LMP1   | 7  | Joest Racing                               | Davy Jones Alexander Wurz Manuel Reuter                | Porsche Type-935 3.0L Turbo Flat-6  | G          | 354  |
| 2         | GT1    | 25 | Porsche AG                                 | Hans-Joachim Stuck Thierry Boutsen Bob Wollek          | Porsche 911 GT1                     | M          | 353  |
| 2         | GT1    | 25 | Porsche AG                                 | Hans-Joachim Stuck Thierry Boutsen Bob Wollek          | Porsche 3.2L Turbo Flat-6           | M          | 353  |
| 3         | GT1    | 26 | Porsche AG                                 | Karl Wendlinger Yannick Dalmas Scott Goodyear          | Porsche 911 GT1                     | M          | 341  |
| 3         | GT1    | 26 | Porsche AG                                 | Karl Wendlinger Yannick Dalmas Scott Goodyear          | Porsche 3.2L Turbo Flat-6           | M          | 341  |
| 4         | GT1    | 30 | West Competition David Price Racing        | John Nielsen Dr. Thomas Bscher Peter Kox               | McLaren F1 GTR                      | G          | 338  |
| 4         | GT1    | 30 | West Competition David Price Racing        | John Nielsen Dr. Thomas Bscher Peter Kox               | BMW S70 6.1L V12                    | G          | 338  |
| 5         | GT1    | 34 | Gulf Racing GTC Racing                     | Pierre-Henri Raphanel Lindsay Owen-Jones David Brabham | McLaren F1 GTR                      | M          | 335  |
| 5         | GT1    | 34 | Gulf Racing GTC Racing                     | Pierre-Henri Raphanel Lindsay Owen-Jones David Brabham | BMW S70 6.1L V12                    | M          | 335  |
| 6         | GT1    | 29 | Harrods Mach One Racing David Price Racing | Andy Wallace Olivier Grouillard Derek Bell             | McLaren F1 GTR                      | G          | 328  |
| 6         | GT1    | 29 | Harrods Mach One Racing David Price Racing | Andy Wallace Olivier Grouillard Derek Bell             | BMW S70 6.1L V12                    | G          | 328  |
| 7         | LMP1   | 5  | La Filière Elf                             | Henri Pescarolo Franck Lagorce Emmanuel Collard        | Courage C36                         | M          | 327  |
| 7         | LMP1   | 5  | La Filière Elf                             | Henri Pescarolo Franck Lagorce Emmanuel Collard        | Porsche Type-935 3.0L Turbo Flat-6  | M          | 327  |
| 8         | GT1    | 39 | Team Bigazzi SRL Team BMW Motorsport       | Nelson Piquet Johnny Cecotto Danny Sullivan            | McLaren F1 GTR                      | M          | 324  |
| 8         | GT1    | 39 | Team Bigazzi SRL Team BMW Motorsport       | Nelson Piquet Johnny Cecotto Danny Sullivan            | BMW S70 6.1L V12                    | M          | 324  |
| 9         | GT1    | 33 | Gulf Racing GTC Racing                     | Ray Bellm James Weaver JJ Lehto                        | McLaren F1 GTR                      | M          | 323  |
| 9         | GT1    | 33 | Gulf Racing GTC Racing                     | Ray Bellm James Weaver JJ Lehto                        | BMW S70 6.1L V12                    | M          | 323  |
| 10        | GT1    | 48 | Canaska Southwind Motorsport               | Price Cobb Shawn Hendricks Mark Dismore                | Chrysler Viper GTS-R                | M          | 320  |
| 10        | GT1    | 48 | Canaska Southwind Motorsport               | Price Cobb Shawn Hendricks Mark Dismore                | Chrysler 356-T6 8.0L V10            | M          | 320  |
| 11        | GT1    | 38 | Team Bigazzi SRL Team BMW Motorsport       | Jacques Laffite Steve Soper Marc Duez                  | McLaren F1 GTR                      | M          | 318  |
| 11        | GT1    | 38 | Team Bigazzi SRL Team BMW Motorsport       | Jacques Laffite Steve Soper Marc Duez                  | BMW S70 6.1L V12                    | M          | 318  |
| 12        | GT2    | 79 | Roock Racing Team                          | Guy Martinolle Ralf Kelleners Bruno Eichmann           | Porsche 911 GT2                     | M          | 317  |
| 12        | GT2    | 79 | Roock Racing Team                          | Guy Martinolle Ralf Kelleners Bruno Eichmann           | Porsche 3.6L Turbo Flat-6           | M          | 317  |
| 13        | LMP1   | 4  | Courage Compétition                        | Mario Andretti Jan Lammers Derek Warwick               | Courage C36                         | M          | 315  |
| 13        | LMP1   | 4  | Courage Compétition                        | Mario Andretti Jan Lammers Derek Warwick               | Porsche Type-935 3.0L Turbo Flat-6  | M          | 315  |
| 14        | GT2    | 71 | New Hardware Racing Parr Motorsport        | Bill Farmer Greg Murphy Robert Nearn                   | Porsche 911 GT2                     | P          | 313  |
| 14        | GT2    | 71 | New Hardware Racing Parr Motorsport        | Bill Farmer Greg Murphy Robert Nearn                   | Porsche 3.6L Turbo Flat-6           | P          | 313  |
| 15        | GT1    | 23 | Nismo                                      | Kazuyoshi Hoshino Masahiro Hasemi Toshio Suzuki        | Nissan Skyline GT-R LM              | B          | 307  |
| 15        | GT1    | 23 | Nismo                                      | Kazuyoshi Hoshino Masahiro Hasemi Toshio Suzuki        | Nissan 2.8L Turbo I6                | B          | 307  |
| 16        | GT2    | 75 | Team Kunimitsu Honda                       | Kunimitsu Takahashi Keiichi Tsuchiya Akira Iida        | Honda NSX                           | Y          | 305  |
| 16        | GT2    | 75 | Team Kunimitsu Honda                       | Kunimitsu Takahashi Keiichi Tsuchiya Akira Iida        | Honda 3.0L V6                       | Y          | 305  |
| 17        | GT2    | 83 | New Hardware Racing Parr Motorsport        | Stéphane Ortelli Andy Pilgrim Andrew Bagnall           | Porsche 911 GT2                     | P          | 299  |
| 17        | GT2    | 83 | New Hardware Racing Parr Motorsport        | Stéphane Ortelli Andy Pilgrim Andrew Bagnall           | Porsche 3.6L Turbo Flat-6           | P          | 299  |
| 18        | GT2    | 77 | Seikel Motorsport                          | Guy Fuster Manfred Jurasz Takaji Suzuki                | Porsche 911 GT2                     | P          | 297  |
| 18        | GT2    | 77 | Seikel Motorsport                          | Guy Fuster Manfred Jurasz Takaji Suzuki                | Porsche 3.6L Turbo Flat-6           | P          | 297  |
| 19        | GT1    | 28 | Newcastle Utd Lister                       | Geoff Lees Tiff Needell Anthony Reid                   | Lister Storm GTS                    | M          | 295  |
| 19        | GT1    | 28 | Newcastle Utd Lister                       | Geoff Lees Tiff Needell Anthony Reid                   | Jaguar 7.0L V12                     | M          | 295  |
| 20        | GT2    | 82 | Larbre Compétition                         | Patrice Goueslard André Ahrle Patrick Bourdais         | Porsche 911 GT2                     | M          | 284  |
| 20        | GT2    | 82 | Larbre Compétition                         | Patrice Goueslard André Ahrle Patrick Bourdais         | Porsche 3.6L Turbo Flat-6           | M          | 284  |
| 21        | GT1    | 50 | Viper Team Oreca                           | Philippe Gache Éric Hélary Olivier Beretta             | Chrysler Viper GTS-R                | M          | 283  |
| 21        | GT1    | 50 | Viper Team Oreca                           | Philippe Gache Éric Hélary Olivier Beretta             | Chrysler 356-T6 8.0L V10            | M          | 283  |
| 22        | GT1    | 27 | Chereau Sports Larbre Compétition          | Jean-Luc Chereau Pierre Yver Jack Leconte              | Porsche 911 GT2 Evo                 | M          | 279  |
| 22        | GT1    | 27 | Chereau Sports Larbre Compétition          | Jean-Luc Chereau Pierre Yver Jack Leconte              | Porsche 3.6L Turbo Flat-6           | M          | 279  |
| 23        | GT1    | 49 | Canaska Southwind Motorsport               | Alain Cudini Victor Sifton John Morton                 | Chrysler Viper GTS-R                | M          | 269  |
| 23        | GT1    | 49 | Canaska Southwind Motorsport               | Alain Cudini Victor Sifton John Morton                 | Chrysler 356-T6 8.0L V10            | M          | 269  |
| 24        | GT1    | 46 | Team Menicon SARD Co. Ltd.                 | Alain Ferté Mauro Martini Pascal Fabre                 | SARD MC8-R                          | D          | 256  |
| 24        | GT1    | 46 | Team Menicon SARD Co. Ltd.                 | Alain Ferté Mauro Martini Pascal Fabre                 | Toyota 4.0L Turbo V8                | D          | 256  |
| 25        | LMP2   | 20 | Mazdaspeed Co. Ltd.                        | Yojiro Terada Jim Downing Franck Fréon                 | Kudzu DLM                           | G          | 251  |
| 25        | LMP2   | 20 | Mazdaspeed Co. Ltd.                        | Yojiro Terada Jim Downing Franck Fréon                 | Mazda 2.0L 3-Rotori                 | G          | 251  |
| 26 ABD    | LMP1   | 8  | Joest Racing                               | Michele Alboreto Pierluigi Martini Didier Theys        | TWR Porsche WSC-95                  | G          | 300  |
| 26 ABD    | LMP1   | 8  | Joest Racing                               | Michele Alboreto Pierluigi Martini Didier Theys        | Porsche Type-935 3.0L Turbo Flat-6  | G          | 300  |
| 27 ABD    | LMP2   | 14 | Welter Racing SARL                         | Patrick Gonin Pierre Petit Marc Rostan                 | WR LM96                             | M          | 221  |
| 27 ABD    | LMP2   | 14 | Welter Racing SARL                         | Patrick Gonin Pierre Petit Marc Rostan                 | Peugeot 2.0L Turbo I4               | M          | 221  |
| 28 ABD    | LMP1   | 3  | Courage Compétition                        | Didier Cottaz Philippe Alliot Jérôme Policand          | Courage C36                         | M          | 215  |
| 28 ABD    | LMP1   | 3  | Courage Compétition                        | Didier Cottaz Philippe Alliot Jérôme Policand          | Porsche Type-935 3.0L Turbo Flat-6  | M          | 215  |
| 29 ABD    | GT1    | 22 | Nismo                                      | Aguri Suzuki Masahiko Kageyama Masahiko Kondo          | Nissan Skyline GT-R LM              | B          | 209  |
| 29 ABD    | GT1    | 22 | Nismo                                      | Aguri Suzuki Masahiko Kageyama Masahiko Kondo          | Nissan 2.8L Turbo I6                | B          | 209  |
| 30 ABD    | WSC    | 17 | Racing For Belgium Team Scandia            | Eric van de Poele Marc Goossens Eric Bachelart         | Ferrari 333 SP                      | P          | 208  |
| 30 ABD    | WSC    | 17 | Racing For Belgium Team Scandia            | Eric van de Poele Marc Goossens Eric Bachelart         | Ferrari F310E 4.0L V12              | P          | 208  |
| 31 ABD    | GT1    | 57 | Team SARD Toyota Co. Ltd.                  | Masanori Sekiya Hidetoshi Mitsusada Masami Kageyama    | Toyota Supra LM                     | D          | 205  |
| 31 ABD    | GT1    | 57 | Team SARD Toyota Co. Ltd.                  | Masanori Sekiya Hidetoshi Mitsusada Masami Kageyama    | Toyota 3S-GTE 2.1L Turbo I4         | D          | 205  |
| 32 ABD    | LMP2   | 15 | Welter Racing SARL                         | William David Sébastien Enjolras Arnaud Trévisiol      | WR LM96                             | M          | 162  |
| 32 ABD    | LMP2   | 15 | Welter Racing SARL                         | William David Sébastien Enjolras Arnaud Trévisiol      | Peugeot 2.0L Turbo I4               | M          | 162  |
| 33 ABD    | WSC    | 19 | Riley & Scott                              | Wayne Taylor Scott Sharp Jim Pace                      | Riley & Scott Mk III                | P          | 157  |
| 33 ABD    | WSC    | 19 | Riley & Scott                              | Wayne Taylor Scott Sharp Jim Pace                      | Oldsmobile Aurora 4.0L V8           | P          | 157  |
| 34 ABD    | GT1    | 53 | Kokusai Kaihatsu Racing Giroix Racing Team | Fabien Giroix Jean-Denis Délétraz Maurizio Sandro Sala | McLaren F1 GTR                      | M          | 146  |
| 34 ABD    | GT1    | 53 | Kokusai Kaihatsu Racing Giroix Racing Team | Fabien Giroix Jean-Denis Délétraz Maurizio Sandro Sala | BMW S70 6.1L V12                    | M          | 146  |
| 35 ABD    | GT1    | 59 | Ennea SRL Ferrari Club Italia              | Robert Donovan Piero Nappi Tetsuya Ota                 | Ferrari F40 GTE                     | P          | 129  |
| 35 ABD    | GT1    | 59 | Ennea SRL Ferrari Club Italia              | Robert Donovan Piero Nappi Tetsuya Ota                 | Ferrari F120B 3.5L Turbo V8         | P          | 129  |
| 36 ABD    | GT2    | 74 | Agusta Racing Team, Ltd.                   | Ricardo Agusta Almo Copelli Patrick Camus              | Callaway Cars Incorporated Corvette | D          | 114  |
| 36 ABD    | GT2    | 74 | Agusta Racing Team, Ltd.                   | Ricardo Agusta Almo Copelli Patrick Camus              | Chevrolet LT1 6.2L V8               | D          | 114  |
| 37 ABD    | LMP1   | 1  | Kremer Racing                              | Christophe Bouchut Jürgen Lässig Harri Toivonen        | Kremer K8 Spyder                    | G          | 110  |
| 37 ABD    | LMP1   | 1  | Kremer Racing                              | Christophe Bouchut Jürgen Lässig Harri Toivonen        | Porsche Type-935 3.0L Turbo Flat-6  | G          | 110  |
| 38 ABD    | GT1    | 37 | Konrad Motorsport                          | Franz Konrad Antonio Herrmann de Azevedo Wido Rössler  | Porsche 911 GT2 Evo                 | M          | 107  |
| 38 ABD    | GT1    | 37 | Konrad Motorsport                          | Franz Konrad Antonio Herrmann de Azevedo Wido Rössler  | Porsche 3.6L Turbo Flat-6           | M          | 107  |
| 39 ABD    | GT1    | 44 | Ennea SRL Igol                             | Luciano della Noce Anders Olofsson Carl Rosenblad      | Ferrari F40 GTE                     | P          | 98   |
| 39 ABD    | GT1    | 44 | Ennea SRL Igol                             | Luciano della Noce Anders Olofsson Carl Rosenblad      | Ferrari F120B 3.5L Turbo V8         | P          | 98   |
| 40 ABD    | GT1    | 51 | Viper Team Oreca                           | Dominique Dupuy Perry McCarthy Justin Bell             | Chrysler Viper GTS-R                | M          | 96   |
| 40 ABD    | GT1    | 51 | Viper Team Oreca                           | Dominique Dupuy Perry McCarthy Justin Bell             | Chrysler 356-T6 8.0L V10            | M          | 96   |
| 41 ABD    | GT1    | 55 | Roock Racing Team                          | Jean-Pierre Jarier Jesús Pareja Dominic Chappell       | Porsche 911 GT2 Evo                 | M          | 93   |
| 41 ABD    | GT1    | 55 | Roock Racing Team                          | Jean-Pierre Jarier Jesús Pareja Dominic Chappell       | Porsche 3.6L Turbo Flat-6           | M          | 93   |
| 42 ABD    | GT1    | 56 | Pilot Pen Racing                           | Michel Ferté Olivier Thévenin Nicolas Leboissetier     | Ferrari F40 LM                      | ?          | 93   |
| 42 ABD    | GT1    | 56 | Pilot Pen Racing                           | Michel Ferté Olivier Thévenin Nicolas Leboissetier     | Ferrari F120B 3.5L Turbo V8         | ?          | 93   |
| 43 ABD    | LMP1   | 2  | Kremer Racing                              | Steve Fossett George Fouché Stanley Dickens            | Kremer K8 Spyder                    | G          | 58   |
| 43 ABD    | LMP1   | 2  | Kremer Racing                              | Steve Fossett George Fouché Stanley Dickens            | Porsche Type-935 3.0L Turbo Flat-6  | G          | 58   |
| 44 ABD    | GT2    | 73 | Elf Haberthur Racing                       | Michel Neugarten Toni Seiler Bruno Ilien               | Porsche 911 GT2                     | D          | 46   |
| 44 ABD    | GT2    | 73 | Elf Haberthur Racing                       | Michel Neugarten Toni Seiler Bruno Ilien               | Porsche 3.6L Turbo Flat-6           | D          | 46   |
| 45 ABD    | GT2    | 81 | Team Marcos                                | Cor Euser Thomas Erdos Pascal Dro                      | Marcos Mantara LM600                | D          | 40   |
| 45 ABD    | GT2    | 81 | Team Marcos                                | Cor Euser Thomas Erdos Pascal Dro                      | Chevrolet 6.1L V8                   | D          | 40   |
| 46 ABD    | GT1    | 45 | Ennea SRL Igol                             | Jean-Marc Gounon Éric Bernard Paul Belmondo            | Ferrari F40 GTE                     | P          | 40   |
| 46 ABD    | GT1    | 45 | Ennea SRL Igol                             | Jean-Marc Gounon Éric Bernard Paul Belmondo            | Ferrari F120B 3.5L Turbo V8         | P          | 40   |
| 47 ABD    | GT2    | 70 | EMKA Racing                                | Steve O'Rourke Guy Holmes Soames Langston              | Porsche 911 GT2                     | D          | 32   |
| 47 ABD    | GT2    | 70 | EMKA Racing                                | Steve O'Rourke Guy Holmes Soames Langston              | Porsche 3.6L Turbo Flat-6           | D          | 32   |
| 48 ABD    | WSC    | 18 | Rocketsports Inc.                          | Andy Evans Yvan Muller Fermín Velez                    | Ferrari 333 SP                      | P          | 31   |
| 48 ABD    | WSC    | 18 | Rocketsports Inc.                          | Andy Evans Yvan Muller Fermín Velez                    | Ferrari F130E 4.0L V12              | P          | 31   |

Leggenda:
- ABD=Abbandono

## Statistiche
- Pole Position - Pierluigi Martini su numero 8 TWR Porsche - Joest Racing - 3:46.682
- Giro più veloce in gara - Eric Van De Poele su numero 17 Ferrari 333SP Racing For Belgium / Team Scandia - 3:46.958
- Distanza - 4814.4 km
- Velocità media - 200.6 km/h
- Velocità massima -  332 km/h Courage C36 (in gara)